# Club Nacional
Club Nacional jest paragwajskim klubem piłkarskim z siedzibą w mieście Asunción w dzielnicy Barrio Obrero.

## Historia
Klub założony został 5 czerwca 1904 przez siedemnastu absolwentów Colegio Nacional de la Capital, jednej z najstarszych szkół publicznych w Asunción. Klub początkowo nazywał się Nacional Football Club, a nazwę "Nacional" wzięto od nazwy szkoły, do której uczęszczali założyciele klubu. Pierwszym prezydentem klubu został Víctor Paredes Gómez, a kolor biały wybrany został na kolor klubowy ze względu na barwę szkolnych mundurków noszonych przez uczniów Nacional de la Capital. Godło klubu przejęło barwy od kolorów flagi narodowej Paragwaju.
Nacional jest jednym z klubów-symboli paragwajskiej ligi, mającym dotąd zgromadzonych sześć tytułów mistrza Paragwaju. Przydomek "La Academia" spowodowany jest tym, że klub ma znakomicie zorganizowany system szkolenia młodych piłkarzy. Najsłynniejszym "absolwentem" tej piłkarskiej "Akademii" jest najznakomitszy w historii futbolu piłkarz paragwajski Arsenio Erico.

## Osiągnięcia
- Mistrz Paragwaju (7): 1909, 1911, 1924, 1926, 1942, 1946, 2009 Clausura
- Wicemistrz Paragwaju (9): 1918, 1921, 1927, 1949, 1962, 1964, 1982, 1985, 2008 Apertura
- Mistrz drugiej ligi paragwajskiej (Segunda división paraguaya) (3): 1979, 1989, 2003

## Znani gracze w historii klubu
- Florencio Amarilla
- Roberto Miguel Acuña (El Toro)
- Edgar Denis (La Araña)
- Modesto Denis
- Arsenio Erico (El Saltarín Rojo)
- Manuel Fleitas Solich (El Brujo)
- Heriberto Herrera (El Sargento de Hierro)
- Atilio López
- Cecilio Martínez
- Ramón Mayeregger
- José Miracca
- Carlos Riquelme
- Leongino Unzain
- Constantino Urbieta Sosa